# مادونا (مغنية)
مادونا (بالإنجليزية: Madonna)، أو مادونا لويز سيكون (بالإنجليزية: Madonna Louise Ciccone) (مواليد 16 أغسطس 1958 –)؛ فنانة استعراضية ومغنية وراقصة وكاتبة أغاني وملحنة ومنتجة أغاني ومنتجة تنفيذية ومنتجة أفلام ومخرجة أفلام وممثلة وعارضة أزياء وكاتبة وكاتبة سيناريو وسيدة أعمال وناشطة إنسانية أمريكية من أصول إيطالية. وُلِدَت في باي سيتي (ميشيغان). وعلى مدى السنوات الثلاثين الماضية، هي واحدة من الرموز الثقافية الأكثر أهمية، وقد وصلت إلى مستوى غير مسبوق من القوة. وهي قادرة على السيطرة على النساء في صناعة الترفيه. وقد حققت أغانيها نجاحاً شعبياً كبيراً وشهرةً واسعة، وكانت أغانيها المصورة تُعرض في جدول زمني محدد على قناة إم تي في. وعُرفت بأنها كانت تهدف باستمرار إلى إعادة اكتشاف الموسيقى، والاحتفاظ بنمط مستقل في صناعة الموسيقى. وقدمتها صحافة الموسيقى بمدح مختلف، وأدى ذلك أيضا إلى عدة مناقشات عن إنتاج الموسيقى المبتكرة. وتركت مادونا تأثيراً كبيراً على الكثير من الفنانين في مختلف أنحاء العالم. كما امتازت مسيرتها الفنية بنجاح كبير في المجال الموسيقي. كما اشتهرت الفنانة باستخدامها لأساليب الإثارة. لقبت مادونا بلقب «ملكة البوب»، لأنها كانت من أنجح المطربات الذين اشتهروا في مجال أغاني البوب. بالإضافة إلى تحقيقها نجاحاً كبيراً في أنواع موسيقية أخرى مثل: موسيقى الرقص واليورودانس وموسيقى الديسكو والآر إن بي والروك البديل والبوب روك والجاز.
انتقلت مادونا من باي سيتي، ميشيغان إلى نيويورك لتبدأ حياتها المهنية في مجال الرقص الحديث. وبدأت في مجموعة نادي بريك فاست (بالإنجليزية: Breakfast Club). ووقعت أول عقودها الغنائية مع شركتي تسجيلات ساير (بالإنجليزية: Sire Records)، وتسجيلات وارنر بروس (بالإنجليزية: Warner Bros. Records) (وهما مرتبطان معاً).
في عام 1982، وتم طرح ألبومها الأول، مادونا، وهو ألبوم يحمل اسمها صَدر في عام 1983. وحصلت مادونا على جائزة غرامي في عام 1999 عن أغنيتها «شعاع من الضوء» (بالإنجليزية: Ray of Light). وحقق ألبومها اعترافات على حلبة الرقص نجاحاً تجارياً منقطع النظير، فقد حصل على المركز الأول في 40 دولة، ودخلت مادونا به موسوعة غينيس للأرقام القياسية العالمية عام 2007. وبِيع منه 10 ملايين نسخة. وأعقب ذلك الألبوم سلسلة كبيرة من النجاحات التجارية. وتكتب مادونا وتلحن الأغاني طوال مسيرتها الفنية، فقد كتبت ولحنت العديد من الأغاني مثل: «مثل العذراء» و«أربع دقائق» و«في الأخدود» و«أبي لا تعظ» و«مثل الصلاة» و«مجمد» و«الموسيقى» و«التعلق» وغيرها من الأغاني التي حطمت أرقاماً قياسية.
شاركت مادونا في العديد من الأفلام السينمائية مثل: فيلم البحث اليائس عن سوزان عام 1985 وفيلم إيفيتا عام 1996، وحصلت عن دورها فيه على جائزة غولدن غلوب أو الكرة الذهبية عن أفضل ممثلة في فيلم موسيقي أو كوميدي. وقد عملت مادونا في العديد من المجالات مثل: تصميم الموضة وكتابة كتب للأطفال وإنتاج وإخراج الأفلام خاصة شركة مافريك للترفيه وهي تابعة لشركة مافريك للتسجيلات، وكانت نتيجة لمشروع مشترك مع شركة تايم وارنر في عام 1992. أثبتت مادونا بعدها أنها تصلح كسيدة أعمال. وفي عام 2007، وقعت مادونا على 360 اتفاقية مع شركة لايف نيشن بقيمة 120 مليون دولار أمريكي، وهو مبلغ لم يسبق له مثيل.
دخلت مادونا موسوعة غينيس للأرقام القياسية بصفتها المغنية صاحبة الألبومات الأكثر مبيعاً على مر العصور بمبيعات بلغت أكثر من 320 مليون ألبوم إلى نهاية عام 2010، وهي أيضاً الفنانة صاحبة الألبومات الأكثر مبيعاً في القرن العشرين وفقاً لرابطة صناعة التسجيلات الأمريكية (RIAA)، حيث حصلت على 65.4 مليون كمجموع مبيعات ألبومتها في الولايات المتحدة، لتصبح الفنانة الثانية الأكثر مبيعا في الولايات المتحدة. وحصلت على المركز الثاني في قائمة بيلبورد لقائمة هوت 100 لأفضل فنان على مر العصور، وقد أعدت مجلة بيلبورد تلك القائمة، وجائت فرقة البيتلز في المقدمة. وتعتبر أيضاً أفضل مغنية أغاني منفردة ناجحة في الولايات المتحدة. وعُرفت باعتلائها قائمة أعلى الإيرادات في الجولات الموسيقية. وأيضاً اعتلت قمة في إتش 1 لأقوى 100 امرأة. وهي من أقوى 25 امرأة في آخر 100 عام وفقا لجريدة تايم. وهي أيضا عضوة في قاعة مشاهير الموسيقى في المملكة المتحدة، وأيضا الصالة الفخرية للروك آند رول. وهي الفنانة الأعلى دخلاً سنوياً على مستوى العالم. وهي أيضاً المغنية الأغنى عالمياً.
كانت مادونا وما زالت ظاهرة فنية في عالم البوب أثرت على عدة أجيال موسيقية، وقد برزت عدة مغنيات في العالم ممن تأثرن بأسلوبها الفني والموسيقي، وبشخصيتها وجرأتها، وحققن شهرة عالمية مثل: كايلي مينوغ ونيللي فرتادو وريانا وديبي غيبسون وباولا عبدول وألانيس موريسيت وبريتني سبيرز وليدي غاغا وكريستينا أغيليرا.
كما اشتهرت باستخدامها لمقابلاتها وكليباتها وحفلاتها الموسيقية للتعبير عن مواقفها الجريئة في السياسة والدين والجنس.

## حياتها ومهنتها

### 1958–81: أعوامها الأولى وبداية مهنتها
ولدت مادونا في باي سيتي، في ولاية ميتشغان، في 16 أغسطس 1958. وهي الأبنة الكبرى للزوجين سيلفيو أنتوني (طوني) كيكون، ومادونا لويز فورتين (1933 – 1 ديسمبر 1963). والدها باكنترو، كان ابن أحد المهاجرين الإيطاليين، أما والدتها فكانت من أصول فرنسية. وعمل والدها طوني كمهندس تصميم في شركتي كرايسلر، وجنرال موتورز. كانت مادونا تحمل نفس اسم والدتها، ولهذا السبب كانوا ينادونها بنوني الصغيرة. ولها أخان شقيقان أكبر منها هما أنطوني المولود في عام (1956)، ومارتين المولود في عام (1957)، بالأضافة إلى ثلاث أخوات أصغر منها هم بولا المولود في عام (1959)، وكريستوفر المولود في عام (1960)، وميلاني المولود في عام (1962).
مادونا وعائلتها تؤمن بالديانة الكاثوليكية. وفي عام 1966، وبعد اعتمادها من الكنيسة تم اقرار إضافة اسم فيرونيكا على اسمها. وتربت مادونا في ضواحي ديترويت نفسها في Pontiac't وأفون التي هي جزء من روتشستر هيلز في ميتشغان الآن. ولاحظت مادونا قبل وفاة والدتها بمرض سرطان الثدي تغير تصرفاتها وشخصيتها حتي قبل أن تقول لها. وكان معرفة وضع والدتها مضراً لها، وكانت مادونا تبكي باستمرار بسبب شكوكها في هذا الموضوع. بعد ذلك أدركت مادونا مفهوم الموت.
ذهب جدة مادونا إلى جانبها بأمل تسليتها بعد فقد والدتها. ولكن أخوات كيكون لم يرغبوا في خدمة من أي شخص، وتمردوا ضدها بحجة أنها تريد أن تحل محل والدتهم. وقالت مادونا في تقرير لها في شبابها مع مجلة فانيتي فير «الطفلة كانت تبحث عن شئ ما، لم أكن متمردة بطريقة معينة، لم تكن الرفاهية تهمني بأي شكل من الأشكال. ولم أكن أستطيع أن أحلق إبطي، ولم أكن ألبس مثل الفتيات العاديات أو أضع مكياجاً. ولكني تعلمت... وحصلت على درجات جيدة، أنا أردت أن أكون شخصاً». وكانت مادونا تُروع عندما يقترب منها طوني، ولم تكن تسطيع النوم في العام عندما يكون والدها قريباً منها.
تزوج طوني في عام 1996، من خادمة العائلة جوان غوستافسون، وأنجبت جوان طفلين بعد هذا الزواج هما جينيفر وقد ولدت في عام 1967، وماريو الذي ولد في عام 1968. ولهذا السبب بدأت مادونا بالغضب من والدها، والتمرد عليه. بعد إنهاء تعليمها الابتدائي في مدرسة سانت فريدريك ومدارس سانت أندرو الكاثوليكية الابتدائية، انضمت في تعليمها المتوسط أو الإعدادي إلى مدرسة الغرب. وكانت معروفه بمعدل تراكمي عال. وتصرفات غير طبيعية. فكانت تقف على يديها بين الحصص الدراسية، وفي الاستراحة تصعد إلى أعلى الألعاب وتعلق ركبتيها، وكانت ترفع تنورتها إلى أعلى حتى يستطيع الأطفال الذكور رؤية ملابسها الداخلية.
ذهبت مادونا بعد ذلك إلى مدرسة روتشستر آدمز الثانوية. وحصلت على المستوى الأول، وانضمت إلى فرقة التشجيع. وبعد تخرجها فازت بمنحة في الرقص من جامعة ميشيغان. وأقنعت والدها لتحصل على دوروس في الباليه، وتم تشجيعها من قبل مدرس الباليه كريستوفر فلين لتمتهن مجال الرقص. وتركت الجامعة في عام 1978، وانتقلت إلى نيويورك. ولم تكن تمتلك إلا القليل من المال، ولهذا السبب عملت كخادمة في أماكن مثل دانكن دونتس، والرقص الحديث. ومشت مادونا أول خطوة لها إلى نيويورك، وقالت الآتي "ركبت أول طائرة، وكانت المرة الأولى التي آخذ فيها سيارة أجرة (تاكسي). ولم يكن في جيبي غير 35 دولار، وما فعلته هو أكثر شئٍ شجاع في حياتي إلى الآن". وفي نيويورك بدأت مادونا العمل كراقصة احتياطية للفنانين. وفي ليلة من الليالي عندما كانت مادونا عائدة من بروفة في وقت متأخر من الليل، تشبث شابين بمادونا بالسكين، وأجبروها على ممارسة الجنس الفموي. وقد أوضحت مادونا ما حدث بعد ذلك بهذا الشكل" كان أثر هذا القسم نقطة ضعفي، وعلى الرغم من إظهاري لكل القوة التي تتمتع بها أي فتاة إلا أنني لم أتمكن من تخليص نفسي، هذا لن ينسى أبداً.
تعرفت مادونا على باتريك هيرنانديز راقص الديسكو الفرنسي والمغني والراقص الاحتياطي، وتعلقًا بالموسيقار دان غيلروي، وأنشئا معاً أول فريق روك، وأسموه بريك فاست. وغنت مادونا في هذا الفريق، وعزفت على الجيتار، وقرعت على الطبول. وفي عام 1980  أو 1981 انفصلت عن فريق بريك فاست، وأسست مع صديقها القديم الطبال ستيفن براي فريق ايما. وبدأا بكتابة أغنيتين معاً، ولكن مادونا أخذت قراراً بأنها تريد أن تواصل حياتها الفنية بمفردها. وقد أثرت موسيقاهم في الدي جي على خشبة المسرح، وقد استطاعت التعرف على المنتج مارك كامينز، ومؤسس سيرا ريكوردس سيمور شتاين.

### 1982–85: مثل العذراء وزواجها منشون بن
نشرت مادونا أول أغنية لها في أكتوبر 1982، وهي أغنية الجميع. أما أغنيتها الثانية فكانت احتراق، ونشرت في مارس 1983. وحققت الأغنية الثانية نجاحاً منقطع النظير في الولايات المتحدة، ووصلت إلى المركز الثالثة في قائمة بيلبورد لأغاني الرقص الساخن. بعد هذا النجاح، بدأت مادونا في إنتاج أول ألبوم لها مع ريجي لوكاس منتج شركة ورانر بروس، وحمل هذا الألبوم اسم مادونا. إلا أن مادونا وريجي لم يقتنعوا بالأغنيات، ولم يتشاركوا معاً في نفس الأفكار من ناحية الأنتاج. ونتيجة لذلك، بدأت في البحث عن مساعدة إضافية. وانتقل صديقها جون بينيتيز إلى جوارها. وطلبت مادونا المساعدة من بينيتيز في إنتاج الألبوم. وقد جعل جميع الأغاني على طريقة الريمكس، ووافق على إنتاج أغنية العطلة، وكانت هذه ثالث أغنية منفردة لمادونا، وقد حققت نجاح منقطع النظير. وكانت الأصوات في ألبوم مادونا متنافرة في الغالب، وكانت كتركبية متفائلة في شكل أغاني ديسكو. واستخدمت مادونا تكنولوجيا الأصوات التي خرجت حديثاً في تلك الفترة مثل سنثسيزر، وموج باس. وفي يوليو 1983، تم طرح الألبوم. وبعد ستة أشهر في عام 1984، وصل إلى المرتبة الثامنة في تصنيف بيلبورد 200، وهو تصنيف لأعلى 200 ألبوم موسيقي واسطوانة مطولة مبيعاً في الولايات المتحدة. وقد حققت أغنية "خط الحدود Borderline، وأغنية النجم المحظوظ Lucky Star نجاحاً مبهراً في هذا الألبوم.
أصبحت مادونا من رموز الموضة لتأثير مظهرها، وملابسها، وأدائها، وأغانيها المصورة على الفتيات والنساء في التسعينيات. وقد اهتم بمظهرها الجديد ماريبول مصمم الأزياء والمجوهرات، فظهرت ترتدي قمم الدانتيل، والتنانير على سراويل الكابري، والجوارب الشبكة، وعليها صليب، وأساور، وشعر أبيض. وقد حقق ألبوم مادونا الثاني مثل العذراء، والذي تم طرحه في نوفمبر 1984، نجاحاً في مختلف أنحاء العالم. ووصل هذا الألبوم إلى قائمة الألبومات الغنائية في العديد من الدول، والمرتبة الأولى في تصنيف بيلبورد 200. واعتلت أغنية مثل العذراء التي تحمل نفس اسم الألبوم قائمة بيلبورد هوت 100، ولم تنزل عن الصف الأول لمدة 6 أسابيع. تلك الأغنية شجعت الجنس قبل الزواج، وجلبت اهتمام العديد من المؤسسات، وسعى المحافظون لتوجيه حظر لتلك الأغنية المصورة بحجة أنها تعمل على تقويض القيم الأسرية.
قامت مادونا في حفل جوائز الاغاني المصورة MTV، بالظهور على المسرح في كعكة عملاقة، وكانت تردي فستان أبيض، وبدأ صوت أغنية مثل العذراء يُسمع عندما أشارت بالقفاز الذي في يدها من داخل الكعكة، وقد تم انتقادها بشدة بسبب هذا العمل. وسجلت MTV ذلك التاريخ باعتباره واحدا من اللحظات المميزة في أداء VMA. بعدها بسنوات أوضحت مادونا أنها كانت تخاف أثناء جلسات الأداء.
وأثناء تصوير الأغنية بدأت مادونا في الخروج مع الممثل شون بن، وتزوجا في يوم عيد ميلادها في عام 1985. وحصلت مادونا على جائزة شهادة الألماس من شركة تسجيل الصناعة الأميركية عن ألبومها مثل العذراء، وقد بيع من هذا الألبوم أكثر من 21 مليون نسخة في مختلف أنحاء العالم.
شاركت مادونا في فبراير 1985، في فيلم فيجن كويست وهو فيلم درامي رومنسي، وقد حصلت على دور قصير في الفيلم لأول مرة في الأفلام السائدة. وقد أعدت أغنيتين للفيلم، هما أغنية مجنون لك Crazy for You، ومقامر Gambler . بالإضافة إلى تمثيلها في فيلم مادونا المجنونة في مارس 1985. واستخدمت أغنيتها في الأخدود في هذا الفيلم لتصبح أول أغنية منفردة تغنيها مادونا في المملكة المتحدة. وعلى الرغم من أن مادونا لم تكن الممثلة الرئيسية في الفيلم إلا أنه كان يتم الترويج للفيلم باسم مادونا. ووفقاً للناقد السينمائي فينسنت كانبي في جريدة نيويورك تايمز، فإن فيلمها في عام 1985 واحد من أفضل عشرة أفلام. وفي بداية عام أبريل 1985، وفقاً للمخرج ريتشارد أتينبورو، فقد تقدمت مادونا لاختيارات فيلم A Chorus Line للحصول على دور في الرقص، وقد تقدمت للاختيار باسمها عند الولادة كيكون، إلا أنه لم يتم اختيارها.
وفي بداية عام 1985، بدأت مادونا أول حفلاتها الغنائية مع بيستي بويز في جولة العذراء. وكانت حفلاتها في شمال أمريكا فقط. وهكذا بدأت بإقامة حفلاتها في ساحات رياضية في أماكن مثل CBGB ونادي مود. وفي تلك الأثناء حققت أغنية ملاك Angel، وأغنيةDress You Up نجاحاً مبهراً. وفي يوليو 1978، نشرت مادونا بعض الصور العارية لها بقيمة 25 دولار للصورة في مجلتي بنتهاوس، وبلي بوي. وقد نشرت الصور في وسائل الإعلام، وأثار الغضب، ولكن مادونا لم تعتذر عن تلك الصور. وفي النهاية بيعت تلك الصور بمبلغ 100 ألف دولار. وفي عام 1985، في حفل مفتوح للمساعدات الخيرية، قالت مادونا «أنها لن تترك عملها الآن رغم كل الضغوط والصعاب، لأنها لا تعتقد أن الإعلام سيكون في صالحها».

### 1986–91: صحيح ازرق، ومن هذه الفتاة، ومثل الصلاة، وديك تريسي
نشرت مادونا ألبومها الثالث صحيح ازرق في يوليو 1986. وأبهرت العالم بهذا الألبوم بعد حصولها على الألهام من زوجها. وعلقت صحيفة رولينغ ستون على هذا الألبوم قائلةً " لقد أثر الجهد المبذول في هذا الألبوم في الجميع، وأتبعت التعليق بقولها كأن صوت الأغنيات في هذا الألبوم يأتي من القلب. وحصلت الأغنيات الثلاث الأُول التي طرحتهم مادونا من هذا الألبوم على المركز الأول في قائمة بيلبورد هوت 100. وهم أغنيات Live to Tell، ولا تعظ أيها البابا Papa Don't Preach، وOpen Your Heartافتح قلبك. ودخلت تلك القائمة أغنيتين جديدتين من هذا الألبوم ليصبح المجموع 5 أغنيات. والأغنيتان هما صحيح ازرق True Blue، ولا آيسلا بونيتا La Isla Bonita. واعتلى هذا الألبوم قوائم الألبومات في 28 دولة من مختلف أنحاء العالم، وإلى ذلك الوقت لم يُر أي ألبوم حقق مثل هذا النجاح. وتم بيع 25 مليون نسخة من هذا الألبوم، ليصبح أول ألبوم يحقق هذه النسبة من المبيعات في حياة مادونا. وفي نفس السنة تعرضت لنقد شديد على الدور الذي لعبته في فيلم مفجأة شنغهاي. وتم اختيارها لجائزة جائزة التوتة الذهبية،(وهي جائزة سنوية نقيض الأوسكار وتعطى لأسوأ فيلم وأسوأ ممثلين. أنشأت عام 1981 من قبل الصحفي الأمريكي جون ويلسون. يقام عادة حفل توزيع الجوائز في ليلة قبل ليلة حفل توزيع جوائز الأوسكار.). وقد نالت مادونا تلك الجائزة كأسوء ممثلة في فيلم. بالإضافة إلى حصولها مع زوجها على دور في مسرحية Goose and Tom-Tom للمنتج ديفيد رابي، وكانت أول مره لمادونا تشارك في مسرحية. وبعد ذلك بسنة، تم طرح فيلم مادونا والذي يحمل اسم من هذه الفتاة. وبلغ مجموع الأغاني التي غنتها في هذا الفيلم 4 أغنيات. منهم أغنية تحمل نفس اسم الفيلم، وأغنية تسبب في هياج Causing a Commotion.
بدأت مادونا جولة من هذه الفتاة في يوليو 1987، واستمرت حتى سبتمبر من نفس العام. وفي تلك الحفلات أعطت مادونا الألهام للناس، وطالبتهم بمساعدة غيرهم، والأصرار على أهدافهم. وقد حطمت حفلات مادونا العديد من الأرقام القياسية، فقد انضم لأحدي حفلاتها في باريس ما يزيد عن 130.000 شخص، ويعتبر هذا الرقم أعلى نسبة حضور في حفلة إلى الآن. بعدها بعام نشرت مادونا ألبوماً يحمل اسم يمكنك الرقص، وكانت أغنيتة ريمكس لأغنيات قديمة. وصل هذا الألبوم إلى المرتبة الرابعة عشر في قائمة بيلبورد 200. وفي ديسمبر 1987، بدأت الخلافات تنشب بين مادونا وزوجها، ووصلت العلاقات بينهم إلى طريق مسدود، وفي يناير 1989، رفعت مادونا دعوة للطلاق من زوجها.
وقعت مادونا مع بيبسي صفقة لعمل دعايا للمشروبات خاليه من الكحول في يناير 1989. وسُمعت أغنية مادونا مثل الصلاة أول مره في اعلان لشركو بيبسي. وكانت تلك الأغنية المصورة تحكي عن ممارسة جنس في الحلم مع وجود صليب يحترق، وقد أدى هذا الفيديو إلى غضب الفاتيكان وتنديدها بتصويره. وقامت المجموعات الدينية بمقاطعة شركة بيبسي حتي تمنع عرض الأعلان. حظرت شركة بيبسي نشر هذا الأعلان مرة أخرى، وفسخت عقد الرعاية الذي وقعته بينها وبين مادونا. قامت مادونا بشراكة لكتابة الأغاني واخراج ألبومها الرابع مثل الصلاة من ليونارد باتريك وستيفن براي. وعلقت جريدة رولينغ ستون على هذا الألبوم قائلةً " كما تستطيع مادونا الأقتراب من الفن تسطيع أيضا الوصول إلى موسيقى البوب. واعتلى هذا الألبوم قائمة بيلبورد 200، وتم بيع 4 ملايين نسخة من هذا الألبوم في الولايات المتحدة، وأكثر من 15 مليون نسخة في مختلف أنحاء العالم. وارتفعت أغنية مثل الصلاة إلى المرتبة الأولى في الولايات المتحدة تلتها أغنية عبر عن نفسك، ثم أغنية الاعتزاز وتم نشر 6 أغنيات مصورين في هذا الألبوم. وبنهاية عام 1980، تم اختيار مادونا كأفضل فنانة في أخر 10 سنوات من قبل إم تي في، وبيلبورد.
شاركت مادونا الدور الرئيسي في فيلم ديك تريسي مع وارن بيتي في عام 1990، وكان اسمها في هذا الفيلم بريزلس ماهوني. ولأدائها في هذا الفيلم تم ترشيحها لجائزة زحل لأفضل ممثلة. ورافق هذا الفيلم طرح مادونا لألبوم أنا بلا نفس، وهو ألبوم مسيقاه مستوحاه من موسيقي الثلاثينيات. واعتلت أغنية فوغ Vogue قائمة الأغاني في الولايات المتحدة. وفي عام 1991، حصلت مادونا على جائزة الأوسكار لأفضل أغنية أصلية. وشاركت في أغنية عاجلا أم آجلا مع بيل بوتترل. وأثناء تصوير الفيلم بدأت مادونا في علاقة مع بيتي إلا أن تلك العلاقة انتهت في نهاية عام 1990.
بدأت مادونا في أبريل 1990، جولة الطموح الأشقر حول العالم، واستمرت تلك الجولة حتي أغسطس من نفس العام. قالت مادونا في تلك الجولة أن الرقص الشعبي مثير جنسياً، وأعلنت جريدة رولينغ ستون أن تلك الجولة من أفضل جولات مادونا. وفي تلك الجولة قامت مادونا بمحاكاة الأستمناء أثناء أغنية مثل الصلاة، وقبلها قامت بمعانقة جسد اثنين من الراقصين، مما أدي إلى نقدها بشدة من قبل المجموعات الدينية. وانتقد أدائها من قبل الكنيسة في إنجلترا، والكنائس الكاثوليكية، وطالب البابا من النصاري، والناس عدم الأنضمام إلى حفلاتها. وتمت مقاطعة مادونا من قبل جمعيات كاثوليكية خاصة تسمي فاميليا دوماني، بسبب الأغراء الذي تقوم به. وعلقت مادونا عليهم قائلة «بأي حال من الأحوال لم أكن أريد ايذاء مشاعر أي شخص. وبهذه العقلية الكبيرة كانت تريد أن تطلعهم على الحياة الجنسية بشكل مختلف ومرئي. وهذا عائد إلى تقيم كل شخص». واستمرت تلك الجولة. وفي عام 1992، حصلت مادونا على جائزة غرامي لأفضل أغنية فيلم.
قامت مادونا بطرح ألبوم يجمع أغانيها الرائعة في نوفمبر 1990، وطرحت أغنية Justify My Love، وأغنية Rescue Me وكانتا أغنيتين حديثتين على هذا الألبوم. هذا الألبوم حصل على جائزة شهادة الألماس من جمعية تسجيل الصناعة الأمريكية. وتم بيع 30 مليون نسخة من هذا الألبوم في مختلف أنحاء العالم، وهذا الألبوم يعتبر الأكثر مبيعاً في التاريخ لفنان منفرد. واعتلت الأغنية الأولى قائمة الأغاني في الولايات المتحدة، وأيضاً اعتلت القائمة الأولى في العديد من الدول حول العالم. وتم طرح الأغنية الأولى كفيديو مصور، هذا الفيديو توجد به سادية، وعبودية، وقبلات شاذة، وبعض المشاهد العارية. ولاقي هذا الفيديو استهجاناً كبيراً من مشاهدي MTV ، وأصدروا قرارً بحظر نشر هذا الفيديو. وقد حقتت الأغنية الثانية نجاح منقطع النظير، ووصلت إلى المرتبة 15 في قائمة  Hot 100، وكانت أول فنانة تصل إلى هذا المستوي، وقد وصلت بعد ذلك إلى المرتبة التاسعة في القائمة.
قبلت مادونا التمثيل مع جنيفر لينش في ديسمبر 1990، وبعد فيلم الملاكمة هلينا انفصلا دون التعليق بأي خبر. في تلك الفترة دخلت في علاقة مع مغني الراب المشهور فانيليا آيس، واستمرت تلك العلاقة لمدة 8 شهور، وانتهت علاقتهم بسبب كتابها الذي سمته الجنس.وفي عام 1991، تم عرض فيلم في الفراش مع مادونا وهو أول فيلم يتحدث عن حياة مادونا، وقد حقق 29,012,935 دولار، وتعتبر أعلى نسبة ايرادات حصل عليها فيلم يتحدث عن شخص. وحصل على تعليقات جيدة من النقاد في المجمل.

### 1992–97: مافريك ريكوردس، والجنس، والاعمال الجنسية، وقصص ما قبل النوم، وايفيتا والأمومة

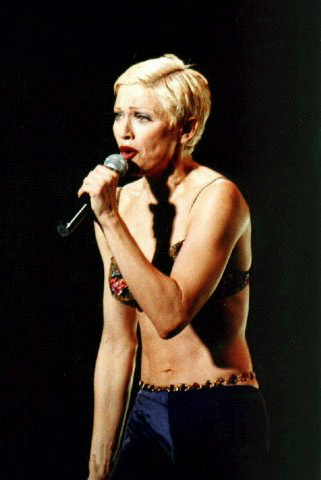
مادونا في احدي حفلاتها.

شاركت مادونا في عام 1992، كممثلة في فريق بيسبول يتكون من النساء فقط، هذا الفيلم اسمه دوري خاص بهم A League of Their Own. كما سجلت أغنية الفيلم «اعتدت ان يكون هذا ملعبي» This Used to Be My Playground، وقد حققت تلك الأغنية نجاحاً مذهلاً، واعتلت تلك الأغنية قائمة Hot 100. في عام 1992، أسَّسَت مادونا وفريدريك ديمانّ Frederick DeMann وروني داشيڤ Ronnie Dashev شركةً اختصاصَّيَّةً ترفيهيَّة، وتنشر الكتب، والأعمال التليفزيونية، والألبومات الغنائية. ماڤيريك Maverick، المملوكة والمُدارَة من قِبل مجموعة ووارنر للموسيقى. اسمُ الشركة اُشْتُقَّ من الأحرف الأولى لاسم مادونا (MAdonna VEronica) ومن نهاية اسم مديرها (FredeRICK DeMann)، دفعت مادونا 60 مليون دولار مقدماً لتلك الشراكة، وبفضل ذلك حصلت على 20% من الأعمال الغنائية كحقوق للطبع والنشر. هذه النسبة سجلت كأعلى نسبة في هذا القطاع، وتأتي بعدها اتفاقية مايكل جاكسون مع شركة سوني، وقد وُقِعت تلك الأتفاقية قبل اتفاقية مادونا بعام. وكان أول أعمال تلك الشركة نشر كتاب مادونا المسمي بالجنس. وكانت الصور المثيرة والجنسية في هذا الكتاب من أعمال ستيفن ميزل. وقد لاقي هذا الكتاب نقداً شديداً من الإعلام والجمهور، إلا أنه تم بيع مليون ونصف المليون نسخة من هذا الكتاب في عدة أيام. وفي تلك الأثناء، طرحت مادونا ألبومها الخامس إروتيك، وحصل على المركز الثاني في قائمة بيلبورد 200. ووصلت الأغنية التي تحمل نفس الاسم إلى المرتبة الثالثة في قائمة بيلبورد هوت 100. بعد ألبوم إروتيك طرحت مادونا خمس أغنيات جديدة. هم أعمق وأعمق Deeper and Deeper، وفتاة سيئة Bad Girl، وحمى Fever ، والمطر Rain  ووداعا وداعا بيبي Bye Bye Baby . واستمرت مادونا في الأفلام المثيرة، ومشاهد السادية، والاستعباد في فيلم أدلة الجسد Kanıt Vücutlar. ولم تلاقي أعمالها القبول الكافي من النقاد. بالإضافة إلى حصولها على دور رئيسي في فيلم لعبة خطيرة والذي طرح في أمريكا الشمالية. وعلقت نيويورك تايمز على الفيلم قائلةً «شعور بالألم، والغضب، والمرار».
في مارس 2004، أُخرِجَ ديمانّ من الشركة حيث أقامت مادونا وماڤيريك دعوًى قضائيَّة بحقِّ الشركة الأم تايم ووارنر Time Warner Incorporated، ورفعوا الدعوى لسوء إدارة الموارد واهمال دفاتر البيع الذي كلَّف الشركةَ ملايين الدولارات، W.M.G عيَّنت محاميًا للحسابات في المقابل، مُدَّعيةً أنَّ ماڤيريك خسرت عشرات الملايين من الدولارات بذاتها.
بدأت مادونا في سبتمبر 1993، الجولة العالمية لعرض غيرلي، وكانت محاطة بعناصر من بي دي إس إم. وتم انتقاد مادونا بشكل عنيف على ممارستها في تلك الجولة، خصوصاً في حفلتها التي في بورتوريكو حيث وضعت علم الدولة بين ساقيها. وفي مارس 1994، شاركت مادنا كضيفة شرف في برنامج العرض المتأخر مع ديفيد ليترمان. في تلك الحلقة استخدمت مادونا العديد من الألفاظ النابية والتي تمنعها الرقابة.وداعبت ملابس ليترمان الداخلية بيدها، وطلبت أن تشم رائحتها. وناقش أفلام وكتب، وأغاني مادونا المستهجنة، وسألها عن أقوال النقاد في أنها متحولة جنسياً. وظلت مادونا تُنتقد بشدة من النقاد والمعجبين بها، وقالوا أنها تمادت في ذلك. وعلقوا على مادونا قائلين بأنها قد وصلت إلى نقطة النهاية في حياتها المهنية.
قامت مادونا في عام 1994، بمحاولة لتهدئة الرأي العام ضدها، بواسطة الصحفي وكاتب السير الذاتية J. Randy Taraborrelli، وقد كتب لها كلمات أغنية سوف أتذكر I'll Remember. وسجلت الأغنية لفيلم طريق الأنسانية. وقد حلت مادونا كضيفة شرف في برنامج عرض الليلة مع جاي لينو. وبعد البرنامج أدركت مادونا أنه ينبغي عليها تغير طريقتها الغنائية حتي تحافظ على شعبيتها، وتستمر شهرتها. وفي نفس العام طرحت مادونا ألبومها السادس قصص ما قبل النوم. ولأجل ارضاء الجمهور وكسب رضا الجميع والأبتعاد عن النقد، وضعت مادونا صورة غلافٍ مقبولة لهذا الألبوم. وقد حصل هذا الألبوم على المركز الثالث في قائمة بيلبورد 200. وقد دخلت أغنية سر Secret  قائمة بيلبورد هوت 100، واستمرت تلك الأغنية في المقدمة 7 أسابيع، وكانت أكثر أغنية منفردة لمادونا تظل في المقدمة في تلك الفترة. وقد أنتجت مادونا أربع أغنيات منفردين بعد أغنية Take a Bow. وقد دخلت في علاقة رومانسية في تلك الفترة مع مدرب اللياقة البدنية كارلوس ليون. قامت مادونا بنشر ألبوم جديد لها، يحتوي على نوع جيد من الأغاني. هذا الألبوم هو ألبومشئٌ للذكرى Something to Remember، ويحتوي على مجموعة من الاغاني الشعبية. واستمرت مبيعات هذا الألبوم حتي نوفمبر 1995. وأضافت إلى هذا الألبوم 3 أغنيات جديدة، هم سوف ترى You'll See، وفرصة أخرى One More Chance، ولأول مرة أغنية أنا أريدك I Want You، للفنان مارفين غاي، وهو مغني أمريكي وكاتب اغاني وموسيقي من اصول أفريقية وقد سيطر لأكثر من عقدين على ساحة الغناء الأفريقي في أمريكا.
حصلت مادونا على دور إيفا بيرون، المعروفة بمعشوقة الفقراء والمساكين في الأرجنتين، وقد اشتُهرت بكونها كانت نصيرة الحفاة والعراة، لذلك لم يكن غريباً أنْ يُحِبها الفقراء، وأن يطلقوا عليها اسم «سانتا إيفيتا» أو (القديسة إيفا الصغيرة)، وأيضاً هي زوجة رئيس الأرجنتين الأسبق خوان بيرون، وكانت السيدة الأولى للأرجنتين في الفترة 1946-1952، في فيلم إيفيتا عام 1996. وكانت مادونا تريد أن تقوم بهذا الدور منذ مدة طويلة، حتي أنها صرحت بأنها قد كتبت للمنتج آلان باركر بأنها ستكون رائعة في هذا الدور. وحول رغبتها في الحصول على هذا الدور قالت الآتي «لقد ولدت للقيام بهذا الدور، ووضعت كل ما أمتلك لهذا العمل، لأنه بالنسبة لي أكثر من القيام بالتمثيل في فيلم، أشعر برغبة شديدة ..... وأيضاً مخاوف في نفس الوقت، ولا أستطيع أن أكون فخورة بشيء أكثر من القيام بهذا الدور». وحصلت مادونا على التدريب الصوتي بعد فوزها بثقة مخرجي الفيلم. وتعلمت تاريخ الأرجنتين، وماضي إيفا بيرون. وقد مرضت مرات عديدة أثناء التصوير، وبذلت كل الجهود المُستطاعة ليصبح الفيلم كالحقيقة، وتكون مثل إيفا في هذا الفيلم. وبعد ذلك، علمت مادونا بحملها أثناء التصوير، وبعد كل جلسة تصوير تكون قد خارت قواها وفقدت القدرة على التنفس. وكانت تضطر للنوم على الأريكة لمدة عشر دقائق بسبب شعورها بدور الرأس، والأعياء الشديد، وكانت تكذب بشأن هذا الأمر. وقالت كنت أرتعب بشأن الطفل، وكنت أخاف من أن يصيبه أذى بأي شكل من الأشكال. ومع كل هذا، كانت مادونا تفكر في العثور على الجانب الإيجابي في تلك المشاكل، وقالت أنها كانت تثق في نفسها، وترفض الأستسلام للشعور بالضعف.
بعد عرض فيلم ايفيتا ، حصلت مادونا على أراء نقدية ايجابية في المجمل، وعلق الناقد زاك كونور مجلة التايم، على هذا الفيلم قائلاً «أستطيع أن أقول بكل راحة أن هذا الفيلم جيد، وفريق جيد، واخراج مذهل. ولم تخيب مادونا توقعات معجبيها مرة أخرى. وقد مثلت في هذا الفيلم على الرغم من شعورها بالتعب والإرهاق الشديد. وكان ينقصها القليل فقط لتكون كنجوم الأفلام. وقد علقت مادونا قائلةً» سواء كنت تحب أو تكره ايفيتا، إلا أن الفيلم كان نقطة جذب لكل العيون. وحصلت مادونا على جائزة غولدن غلوب لأفضل ممثلة - فيلم موسيقي أو كوميدي عن دورها في هذا الفيلم. وبعد ذلك، فازت بجائزة أفضل أغنية من جوائز الاوسكار في عام 1997. وزادت على هذا الألبوم أغنيتين، هما يجب أن تحبني You Must Love Me، ولاتبكي لأجلي يا أرجنتين Don't Cry for Me Argentina. أما في عام 1996، فقد حصلت على جائزة الفنانة الناجحة من جوائز بيلبورد الموسيقية.
ولدت مادونا في 14 أكتوبر 1996، ابنتها ماريا لورديس من ليون. وقد كتبت كاتبة السير الذاتية الكاتبة ماري كروس أنها كانت قلقة من مرض مادونا المتكرر أثناء التصوير وحملها من أن يضر بالفيلم. وكانت في تلك الفترة في 38 من عمرها، وحصدت لقب نجمة الشاشة وحققت أمنيتها بابنة في نفس العام. وكانت هذه نقطة تحول في حياة مادونا المهنية. وتم اكتشاف إعادة طرح صور مادونا لجمهورها من جديد. وانتهت علاقة مادونا مع كارلوس ليون في مايو 1997. وعلق على خبر الأنفصال أنها تفضله كأحسن صديق لها. اتجت مادونا بعد ميلاد ابنتها إلى التصوف، والقبالة، وهي تطلق على مجموعة من المعتقدات التراثية اليهودية المعقدة التي كانت تقتصر دراستها الصعبة على دارسي التلمود من المتزوجين.وهي تعتبر بالنسبة لكثير منهم جزء من دراسة التوراة وخاصة دراسة المعاني الدفينة لها. ودراسة التوراة تنقسم إلي أربع مستويات أساسية. وكان ذلك من خلال اللاعب  ساندرا برنهارد.

### 1998–2002: شعاع من الضوء، والموسيقى، وزواجها من غي ريتشي
طرحت مادونا ألبومها السابع  شعاع من الضوء في عام 1998، وعكست صورة الألبوم تغير إدراك مادونا. في تلك الفترة، عملت مع وليام أوربت وهو منتج الكترونيكا غامضة، وكشفت مادونا أنها تهدف إلى مزج موسيقي البوب الراقصة مع موسيقي الروك. وقد حصل الألبوم على نقد إيجابي من النقاد. وقالت مجلة صلنت، أن هذا الألبوم يعتبر من روائع ألبومات التسعينيات في موسيقي البوب. وحصل هذا الألبوم على الجائزة الرابعة من جوائز غرامي، ودخل قائمة رولينغ ستون لأفضل 500 ألبوم باللغة الإنجليزية الأكثر تأثيراً عبر كل العصور. وهي مجلة تصدر قائمة أفضل 500 ألبوم في كل العصور، وهو عدد خصصته المجلة للقائمة التي صدرت في 9 من ديسمبر عام 2004، وقد تم انتقاء هذه القائمة من قبل موسيقيين ونقاد وفنانين لهم علاقة ودراية بفن الموسيقى. وقد اعتلى هذا الألبوم قوائم الألبومات الغنائية في العديد من دول العالم. وحقق نسبة مبيعات أكثر من 16 مليون نسخة في مختلف أنحاء العالم. وقد احتلت أغنية مادونا Frozen المركز الأول في قوائم الأغاني في المملكة المتحدة، وكانت أول أغنية لمادونا تحتل هذا المركز فيها، أما في الولايات المتحدة فلم ترتفع عن المركز الثاني. وكانت الأغنية السادسة لمادونا التي لم تتخطي المركز الثاني، لتصبح مادونا بذلك أول فنانة تحقق هذا الرقم. وحصلت أغنيتها الأخرى شعاع من الضوء على مكان في أول 5 أغنيات في قائمة بيلبورد هوت 100.
حقق كتاب مادونا الذي نشرته في عام 1998، رقماً قياسياً، ودخل موسوعة غينيس للأرقام القياسية، حيث لم تحقق أي فنانه في العالم نسبة مبيعات أكثر من مادونا. وفي 1999، وقعت مادونا اتفاقية للتمثيل في فيلم 50 شجاع عازف كمان، إلا أنها انفصلت بعد ذلك عن هذا العمل بسبب خلافات في الإبداع في العمل مع المنتج ويس كرافن. وقامت بغناء أغنية الغريب الرائع Beautiful Stranger لفيلم أوستن باورز: الجاسوس الذي نكحني Austin Powers: The Spy Who Shagged Me في عام 1999. وقد وصلت الأغنية إلى المركز 19 في قائمة هوت 100 بعد تشغيلها في المحطات الإذاعية فقط. وحصلت تلك الأغنية على جائزة غرامي لأفضل أغنية مكتوبة لوسائل الإعلام المرئي.
حصلت مادونا على الدور الرئيسي في فيلم مفاجأة العطلة في بداية عام 2000، بالإضافة إلى تسجيلها أغنيتين لهذا الفيلم. وفي سبتمبر من نفس العام طرحت مادونا ألبومها الثامن الموسيقى. وخاطب هذا الألبوم جمهور مثلي الجنس، وحصلت مادونا على الألهام في هذا الألبوم من الألبوم السابق شعاع من الضوء. وقد تضمنت أغنيات هذا الألبون موسيقى الرقص الإلكترونية. وقد تعاونت مادونا في هذا الألبوم مع المنتج الفرنسي ميروايس أحمدزاي. وقالت التالي بشأن هذا التعاون " أحب العمل مع شخصٍ غامض لا أعرف عنه أي شئ. لابد للمغني أن يمتلك الموهبة الخام للغناء، وإلا فأي شخص يستطيع فعل أي شئ. ألبوم الموسيقى هو مستقبل الصوت. وقد لفت هذا الألبوم انتباه الكثيرين من الأعماق، وكان هذا الألبوم مختلفاً عن الألبوم الذي سبقه، وهو شعاع من الضوء. واحتل هذا الألبوم المركز الأول في قائمة ألبومات أكثر من عشرين دولة في مختلف أنحاء العالم. وحقق نسبة مبيعات تخطت الأربعة ملايين نسخة في أول عشرة أيام من طرحه. واحتل المركز الأول أيضاً في الولايات المتحدة ليصبح أول ألبوم لمادونا يحتل هذا المركز بعد عشرة سنوات من ألبومها مثل الصلاة. وقد اعتلت أغنية موسيقي قائمة هوت 100، وبعدها نشرت أغنية لا تخبرني Don't Tell Me ، وأغنية ما تشعر به الفتاة What It Feels Like for a Girl . وتم حظر أغنية ما تشعر به الفتاة المصورة من قناتي MTV وVH1 بسبب الجريمة وأعمال التخريب التي فيه.
تعرفت مادونا بزوجها الثاني غي ريتشي في عام 1999. وفي 11 أغسطس عام 2000، ولدت مادونا ابنها روكو قبل 3 أسابيع من ميعاد الميلاد في لوس أنجلوس. وعاشت مادونا مع ولدها مضاعفات مختلفة للمشيمة المنزاحة منذ ولادته. وقد عمد ابنها في كاتدرائية دورنوش في دورنوش في اسكتلندا في 21 ديسمبر عام 2000. وتزوجت مادونا بريتشي بعدها بيوم في قلعة سكيبو. وبدأت المغنية جولتها الخامسة لحفلاتها حول العالم في ابريل 2001. وفي هذه الجولة، تم بيع جميع التذاكر المعروضة ل 47 حفلة متنوعة في الولايات المتحدة، وأوروبا. وبلغت مجموع ايرادات حفلاتها 75 مليون دولار، لتصبح الفنانة الأولى التي تحصل على مثل تلك الأيرادات من حفلاتها في تلك السنة. وفي نفس السنة، طرحت ألبومها الثاني لأفضل أغانيها المجمعة GHV2. ونشرت ألبوم لأغانيها في الحفلات. وقد وصل ألبومها GHV2، إلى المركز السابع في قائمة بيلبورد 200.
مثلت مادونا الدور الرئيسي في فيلم المخرج ريتشي عاشق القتالية في 2002. وتم طرح الفيلم في المملكة المتحدة، ولم يحقق الفيلم أي نجاح تجاري أو نقدي. وفي مايو 2002، شاركت مادونا في مسرحية Up For Grabs في مسرح  Wyndhams Theatre. وتعرضت مادونا لنقدٍ شديد لأدائها السئ في تلك المسرحية، وعرفت تلك الليلة بليلة أكبر خيبة أمل. وفي نهاية هذا العام شاركت مادونا في فيلم جيمس بوند مت في يوم آخر، وسجلت أغنية مت في يوم آخر لأجل هذا الفيلم. وعلقت صحيفة الغارديان على دور مادونا في الفيلم بأنها كانت سيئة لأبعد الحدود. أما أغنيتها مت في يوم آخر فقد وصلت إلى المركز السابع في قائمة بيلبورد هوت 100، وحصلت على جائزة غولدن غلوب لأفضل أغنية أصلية. ورشحت لجائزة التوتة الذهبية لأسوء أغنية.

### 2003–06: الحياة الأمريكية، وكتب الأطفال، واعترافات على حلبة الرقص

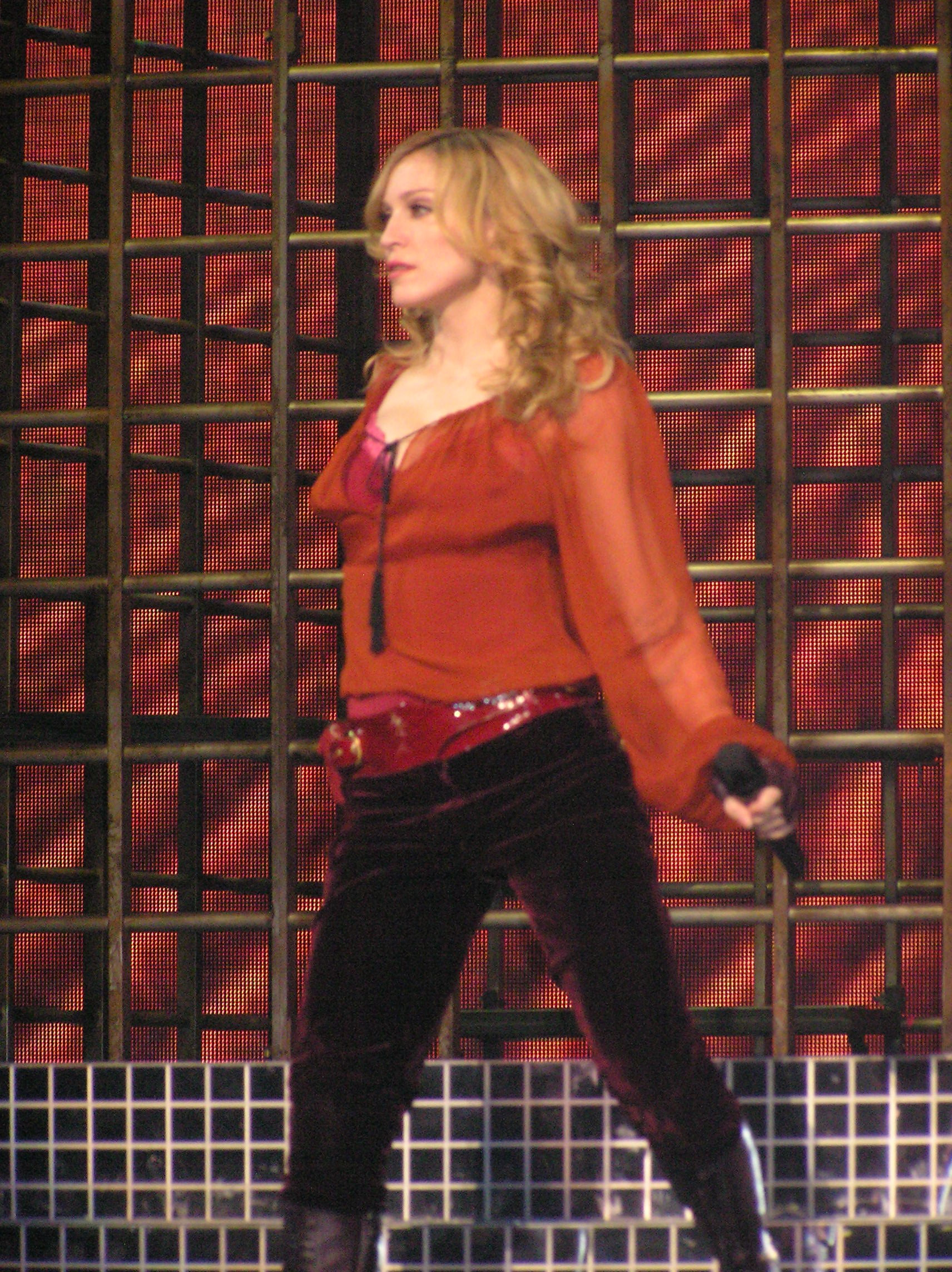
مادونا في إحدي حفلات جولة Confessions Tour.

بعد فترة من طرح مادونا لفيلمها مت في يوم آخر في 2003، قامت مادونا بالأشتراك مع مصور الموضة ستيفن كلاين Steven Klein ، لتصويرها لمعرض  X-STaTIC Pro=CeSS الذي ستقوم بإنشائه. تم توقيع هذه الشراكة ليتم عرض ما أنتجته في مجلة w. وقد تم عرض ومقاطع فيديو لها، وأيضاً أشرطة صوتية. وفي نفس السنة قامت بعمل معرض في نيورك في الفترة ما بين مارس ومايو في معارض Deitch Projects. وبعد ذلك انتشرت صورها ومعارضها في العالم. وفي إبريل 2003، طرحت مادونا ألبومها التاسع الحياة الأمريكية. وكان الألبوم من وجهة نظرها يشرح الحياة الأمريكية، وقد لاقى هذا الألبوم ردود فعل مختلفة. وقال عن الألبوم: ألبوم الحياة الأمريكية يعتبر رحلة في التاريخ الأمريكي، وشرح لأحوالها القديمة، والأهم من ذلك أن ألبوم ناجح. وقال لاري فليك Larry Flick من جريدة المحامي The Advocate، أن ألبوم الحياة الأمريكية واحداً من ألبومات المغامرة لمادونا، وهو عاقل جداً من ناحية الكلمات. أما النقد السلبي للألبوم فقد كان كالتالي :- إن هذا العمل من ناحية الصوت قذر جداً. وحصلت الأغنية التي تحمل اسم الألبوم على المركز 37 في قائمة بيلبورد هوت 100. وقد شرحت في الأغنية أوقات الشدة والحروب ومظاهرها في أمريكا، وقد أرادت مادونا أن تقوم بتصوير أغنية عن حرب العراق، ولكن تم إلغاء التصوير. وقد حقق ألبوم مادونا الحياة الأمريكية نسبة مبيعات وصلت إلى 4 ملايين نسخة. وتم تسجيل هذه النسبة كأقل نسبة مبيعات لمادونا.
وقد جلست مادونا مع بريتني سبيرز، وكريستينا أغيليرا، ومسي إيليوت لتصوير أغنية هوليود، وأدت قبلتها مع سبيرز، وأغيليرا إلى جدال كبير. وفي أكتوبر 2003، كانت مادونا ضيفة شرف لسبيرز في أغنيتها Me Against the Music.
طرحت مادونا ألبومها اعترافات على حلبة الرقص في نوفمبر 2005. وتم تصميم الألبوم بطريقة DJ، وقال  كيث كولفيلد من بيلبورد عن هذا الألبوم «مرحباً بعودة ملكة البوب إلى هيئتها القديمة». وحصلت على جائزة غرامي لأفضل ألبوم رقص إلكتروني. وأول أغنية قامت مادونا بتصويرها في هذا الألبوم كانت أغنية Hung Up. تلك الأغنية اعتلت القائمة الرئيسية في ما يقرب من 40 أو 41 دولة. ودخلت تلك الأغنية موسوعة غينيس للأرقام القياسية. وطلبت مادونا من فرقة آبا وهي احدة من أشهر فرق الروك الموسيقية السويدية في فترة سبعينيات القرن العشرين. وتأتي تسمية الفرقة ABBA تيمنا بالأحرف الأولى لكل فرد من أفراد الفرقة. وتتكون الفرقة من رجلين وامرأتين. لاقت الفرقة رواجاً عالمياً في سبعينيات القرن العشرين حتى بداية ثمانينيات القرن حتى تم انفصال الفرقة في عام 1983، الحصول على إذن باستخدم موسيقى إحدي أغانيها. وحققت أغنية مادونا Sorry المركز الثاني عشر في المملكة المتحدة، وكانت الأغنية الثانية التي تقوم بتصويرها من هذا الألبوم. وبعد ذلك بفترة قامت مادونا بتحويل أغاني ألبوم الحياة الأمريكية إلى طريقة الريمكس. وبدأت بتسجيل ألبوم قصص ما قبل النوم. وقبل تسجيل الأغاني في ذلك الألبوم، قامت مادونا بنشر أغنية Your Honesty، من ألبوم Remixed & Revisited. وفي نفس الفترة وقعت مادونا اتفاقية لكتابة 5 كتب للأطفال مع كاللاواي للفنون والترفيه. وأول تلك الكتب كان زهور إنجليز، وتم عرضة للبيع في سبتمبر 2003. هذا الكتاب باختصار كان يشرح حياة أربع تلميذات. وحقق الكتاب المركز الأول في قائمة نيويورك تايمز لأفضل مبيعات، وبصفة رسمية كان كتاب الأطفال الأكثر مبيعاً على مدار التاريخ.
بعد ذلك بسنة، قامت مادونا بفتح دعوى ضد مافريك، وشركتها الرئيسية تايم وارنر، ومجموعة وارنر الموسيقية بسبب الأدارة الخاطئة، وخسارتها الملاين من الدولارات. وكان رد شركة وارنر أنها لم تخسر تلك الملاين، ورفعت أيضاً دعوى بذلك. تم حل هذه النزاعات ببيع حصة روني داشف في شركة مافريك، وهكذا تم حل جميع المشاكل بين مادونا ووارنر، ثم قامت مادونا بتوقيع عقد مع ورانر لإنتاج ألبوم غنائي منفصل.
بدأت مادونا في 2004، جولتها الغنائية العالمية Re-Invention World Tour في الولايات المتحدة، وكندا، وأوربا. وحققت تلك الجولة إيرادات بلغت 120 مليون دولار. وكانت أعلى نسبة إيرادات لجولة غنائية في هذا العام. وفي تلك الجولة قامت بالدعايا لألبوم سوف أخبرك بسر. وفي نوفمبر 2004، دخلت مادونا قاعة مشاهير موسيقيى المملكة المتحدة مع البيتلز، وإلفيس بريسلي، وبوب مارلي، ويو تو. وفي يناير 2005، قامت بغناء أغنية Imagine، و Tsunami Aid، وتلحين جون لينون، بالأضافة إلى قيامه بمساعدتها في حفلة Live 8 في لندن.
بدأت مادونا في مايو 2006، جولتها العالمية Confessions Tour . وحضر تلك الحفلات ما يقرب من 1.2 مليون شخص، وحققت ما يقرب من 193.7 مليون دولار. وكانت إلى تلك الفترة أعلى دخل حققته فنانة في جولة غنائية. وأثناء غنائها "Live to Tell استعملت رموز دينية مثل الصليب، وتاج من الشوك. وكانت نهاية ذلك الموضوع أن قامت الكنيسة الروسية الأرثوذكسية، واتحاد الجاليات اليهودية في روسيا بالدعوة لمقاطعة حفلات مادونا. وفي تلك الفترة أعلن الاتحاد الدولي للصناعة الفونوغرافية بشكل رسمي، أن ألبوم مادونا حقق نسبة مبيعات تخطت 200 مليون نسخة في مختلف أنحاء العالم.
وفي أثناء تلك الجولة Confessions Tour انضمت مادونا إلى حملة جمع الأموال لصالح ملاوي، وقامت بزيارة ملاوي أيضاً. وفي أثناء تلك الزيارة قررت تبني طفل صبي اسمه ديفيد باندا، في نوفمبر 2006. وفقاً للقوانين الملاوية، لكي تتبني طفل ملاوي عليك أن تظل سنة كاملة بملاوي، وقد أدي ذلك إلى قيام مادونا بتحريض جمهورها للقيام برد فعل تجاه تلك القوانين. وقد قالت مادونا في خطاب كتابي أرسلته إلى برنامج أوبرا وينفري تعلم فيه جمهورها بوضع باندا وأنه يعاني من أمراض مثل الملاريا، والسل، والالتهاب الرئوي الحاد. وأنهت مادونا اجرائات تبني الطفل في مايو 2008.
في عام 2006، قامت مادونا باطلاق مجموعة M by Madonna  في متاجر الملابس السويدية، وتعاقد مع شركة إتش أند أم. وكانت تلك المجموعة تتكون من المعاطف الجلدية، والملابس النسائية المطرزة، وكريم بلون الساق، والبناطيل القصيرة، والجواكت. وكانت مجموعة أزياء مادونا لإتش أند أم خالدة، وفريدة من نوعها، وتعكس نمط براق.

### 2007–09: الأمة الحية وهارد كاندي

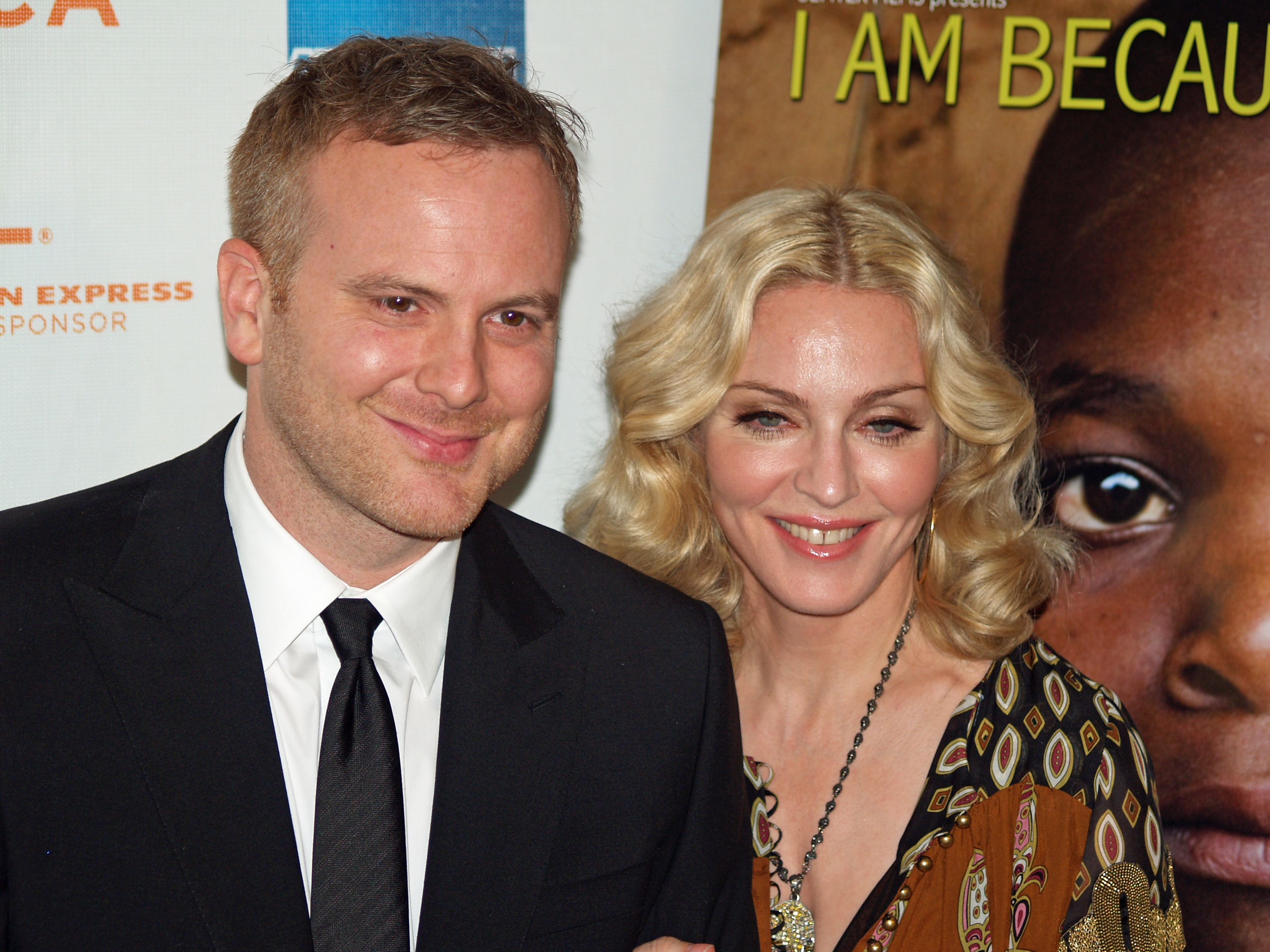
مادونا مع ناثان رسمان في مهرجان تريبيكا السينمائي.

قامت مادونا بتسجيل أغنية Hey You لصالح حفلات Live Earth بدون أجر وطرحتها بدون أجر في عام 2007. بالإضافة إلى مشاركتها في حفلات Live Earth في لندن. بعد ذلك تعاقدت مادونا مع Live Nation لايف نيشن بعد انفصالها عن ورانر بروس. هذا التعاقد كان بتوقيع 360 اتفاق في 10 عشر سنوات مقابل 120 مليون دولار. وفي 2008، قامت مادونا بتصوير فيلم وثائقي تحكي فيه مشكلتها مع حكومة ملاوي، والأمور التي مرت بها حتي تستطيع تبني الطفل. هذا الفيلم كان من كتابة وانتاج مادونا. وقام ناثان رسمان بإدارة تصميم الديكور لمادونا. هذا الفيلم الوثائقي حمل اسم I Am Because We Are. وكان هذا أول فيلم وثائقي تقوم مادونا بإنتاجه، ولهذا حصلت على المساعدة من 3 أصدقاء من أصدقائها. وعلقت صحيفة التايم على هذا الفيلم قائلةً " ينبغي أن تشعر مادونا بالفخر الكبير بسبب هذا الفيلم.
وفي ديسمبر 2007، أًعلن أن اسم مادونا سيتم إضافتة إلى قائمة الصالة الفخرية للروك آند رول مع 5 أسماء أخرى. وتلك الصالة متحف يقع على ضفاف بحيرة إيري في وسط مدينة كليفلاند، بولاية أوهايو، في الولايات المتحدة، وهو مخصص لحفظ وتسجيل روائع وتاريخ بعض الفنانين والمنتجين المشاهير والمعروفين، وغيرهم من الأشخاص الذين أثروا في صناعة الموسيقى، وخاصة في مجال موسيقى الروك. يعتبر المتحف جزء من إعادة تطوير منطقة ميناءالمدينة الشمالي. وقد قامت مادونا بحفل غنائي في هذا المتحف، في 10 مارس 2008. وقبل غناء أي أُغنية في تلك الحفلة قامت مادونا بشكر مدرس الرقص كريستوفر فلين الذي طلب منها أن تسعي وراء أحلامها، وألا تتركها مهما كان السبب.
طرحت مادونا ألبومها الحادي عشر، Hard Candy في إبريل 2008. هذا الألبوم الراب وآر أند بي معاصر. واتحدت مادونا في هذا الألبوم مع تمبالاند، وفاريل ويليامز، وجستين تيمبرلك، وداجنا. دخل هذا الألبوم قائمة بيلبورد 200، وحقق المركز الأول في 39 دولة. وقد أثني دون شاوي من جريدة رولينغ ستون الذي كان متأثراً بحفلاتها الغنائية. وقد حصلت مادونا أراء إيجابية من النقاد في مختلف أنحاء العالم حول هذا الألبوم.
أول أغنية مصورة قامت مادونا بطرحها من هذا الألبوم كانت أغنية 4 دقائق 4 Minutes. تلك الأغنية وصلت إلى المركز الثالث في قائمة بيلبورد هوت 100. وهكذا تقدمت مادونا على إلفيس بريسلي، صاحب الأرقام القياسية في بيلبورد هوت 100. أما في المملكة المتحدة فقد حققت لقب الفنانة صاحبة أكثر 5 أغنيات في المقدمة. وبهذا أصبحت أغنية 4Minutes الأغنية الثالة عشر لمادونا التي تحقق المركز الأول في المملكة. وفازت للمرة الخامسة بجائزة الأسطوانة الذهبية اليابانية من رابطة تسجيل الصناعة اليابانية. بدأت مادونا جولتها الغنائية Sticky & Sweet Tour للتعريف بألبومها الجديد بعد تعاقدها مع لايف نيشن. حققت تلك الجولة 280 مليون دولار في عام 2008. وأصبحت الفنانة صاحبة الأكثر دخلاً من الحفلات بهذا الرقم. وبذلك حطمت الرقم القياسي الخاص بها، والذي سجلته في جولة  Confessions Tour. وبعد ذلك بعام، قامت مادونا بإضافة حفلات جديدة إلى تلك الجولة في أوربا، وبذلك مجموع ما حققته 408 مليون دولار من تلك الحفلات.

### الاحتفال
نشرت مادونا ثالث ألبومتها المجمعة لأفضل أغانيها، وهو ألبوم الاحتفال في سبتمبر 2009. وكان هذا الألبوم نقطة مهمة في أعمال مادونا مع وارنر بروس. في هذا الألبوم قامت مادونا بغناء أغنية مسدس Revolver  دويتو مع مغني الراب ليل وين. وفي هذا الألبوم قامت مادونا بإضافة أغنيتين جديدتين هما Revolver ، وCelebration. وتكون هذا الألبوم من 36 أغنية منهم 34 أغنية قديمة. وحصل هذا الألبوم على المركز الحادي عشر في قائمة الألبومات في المملكة المتحدة. وقد تشاركت مادونا في هذا الرقم مع إلفيس بريسلي. وفي يونيو 2009، أعلنت مجلة فوربس، (وهي شركة نشر ووسائل إعلام أمريكية، وأبرز منشوراتها هي مجلة فوربس الشهرية التي تعد أكثر القوائم شهرة في العالم، وتعنى في الدرجة الأولى بإحصاء الثروات ومراقبة نمو المؤسسات والشركات المالية حول العالم. وأهم ما تقوم به توفير المعلومات المالية والاقتصادية وتقوم كل عام برصد وأحصاء أرصدة أغنياء العالم. تمتلك فوربس 7 نسخ بلغات مختلفه منها نسخة عربية كانت تصدر باسم «فوربس العربية»، مدير تحريرها اللبناني رفعت جعفر، قبل أن يتوقف اصدارها في أبريل 2009) أن مادونا تم اختيارها كثالث أقوى مشهورة في هذا العام، يتقدمها أنجلينا جولي، وأوبرا وينفري. انضمت مادونا مع مايكل جاكسون لألفاء خطاب بمناسبة حفل جوائز إم تي في الموسيقية في 13 سبتمبر 2009.
وفي 22 يناير 2010، قامت مادونا بالعديد من الحفلات الغنائية أسمتها الأمل لهايتي الآن: حملة عالمية لإغاثة منكوبي الزلازل، وكانت تهدف إلى مساعدة منكوبي زلزال هايتي، وقد غنت أغنيات ألبوم مثل الصلاة. وبعد ذلك بدأت جولتها الغنائية Sticky & Sweet Tour في 30 مارس 2010 للترويج لألبومها الحادي عشر Hard Candy . وأقامت حفلاتها في ملعب أنتونيو فيسبوكيو ليبرتي وهو الملعب الرئيسي لنادي ريفر بليت ويعتبر الملعب القومي الرئيسي في الأرجنتين، وفي عاصمة الأرجنتين أيضاً بوينس آيرس.

### W.E ، وأوقات الفراغ
بعد احتفال مادونا مع جمهورها بألبومها الأحتفال، أسعدت جمهورها مرة أخرى، بانتهاء عامها الأول في العقد الجديد من حياتها الغنائية. رجعت مادونا مرة أخرى إلى أمريكا بعد طلاقها من ريتشي، وقامت بغناء أغنية مثل الصلاة التي حطمت الأرقام القياسية، ولاقت قبول من الجميع في حفلة لأجل منكوبي زلزال هايتي. وفي شهر إبريل حطمت جولة مادونا الغنائية Sticky & Sweet Tour، وتم بيع جميع DVD/CD التي تم طرحها. ولم تستطع العديد من البرامج الغنائية الحصول على مكان في الحفلة بسبب الأقبال الشديد عليها.
بدأت تنتشر إشاعات أن مادونا ستعمل بإنتاج الأفلام. وبالفعل كانت مادونا تعمل على إنتاج فيلم، هذا الفيلم كان يتناول قصة إدوارد الثامن ملك المملكة المتحدة، واسمه الكامل: إدوارد ألبيرت كريستيان جورج آندرو باتريك دايفيد وينزر) (23 يونيو 1894 – 28 مايو 1972) كان ملك المملكة المتحدة ودول الكومونولث وأيرلندا والهند، منذ وفاة والده جورج الخامس في 20 يناير 1936 حتى تنازله عن العرش في 11 ديسمبر من نفس العام ليتزوج من واليس سمبسون. وكان ثاني حاكم من بيت وينزر. واليس سمبسون اسمها الحقيقي (بيسي واليس وارفيلد) (19 يونيو 1896 – 24 أبريل 1986) كانت مطلقة مرتين من بنسلفانيا بالولايات المتحدة. رغبة الدوق بالزواج منها سببت أزمة في المملكة المتحدة والإمبراطورية البريطانية مما أدى إلى تنازله عن العرش ليتزوجها. وقبل تزوجها من الأمير إدوارد الثامن، تزوجها إيرل وينفيلد سبنسر عام 1916، ثم طلقته عام 1927. بعد ذلك تزوجت إيرل سمبسون من عام 1928 حتى طلاقهما في 1936. في ذلك الوقت كانت تعيش في بريطانيا حيث تعرفت بأمير ويلز عن طريق الأصدقاء. اعتبرتها العائلة الحاكمة البريطانية غير مناسبة لزواجها بالأمير لكونها مطلقة وهذا ما جعل زواجها بالأمير أمراً صعباً، حيث كان زواج المطلقات حسب الكنيسة الإنجليزية «أمراً غير ممكن». ولكنهما صمما على أن يتم الزواج بشكل شرعي. وتزوجا بالفعل في 3 يونيو 1937 في فرنسا بعد تنازل الأمير إدوارد الثامن عن الحكم. ولم تتقبلها العائلة الملكية البريطانية، رغم ذلك كان إدوارد الثامن يزور والدته وأخوته بعد تنازله. عاش الزوجان في باريس بفرنسا معظم بقية حياتهما. بعد وفاة الدوق في عام 1972، عاشت بانعزال، وتوفيت في 24 أبريل 1986 بباريس. ولم يكن لها أبناء.
كان هذا الفيلم يحمل الحرف الأول من إسميهما. وقد تم اختيار طاقم النجوم بعناية شديدة. وتم تصويره في انجلترا، وفرنسا، والولايات المتحدة. وحتى يكون الفيلم حقيقياً كانت مادونا تحصل على المساعدة من المؤرخين في قصر باكنغهام ، وفي نفس الوقت تعرفت أيضاً على الأسرة الحاكمة في انجلترا حتى تكون على علم تام بكل المعلومات التي تتعلق بالفيلم. وقد تم تخصيص حلقة لمادونا في مسلسل غلي . وتم تسمية هذه الحلقة باسم قوة مادونا The Power of Madonna، وتم طرح ألبوم غنائي لها يحمل نفس الاسم. وقد طُرحت هذه الحلقة في مساء 20 إبريل 2010، وانتقل مسلسل غلي إلى قمة التصنيفات. وتم طرح الألبوم في نفس اليوم للبيع، وفي أول أسبوع تم بيع 100 نسخة من الألبوم في الولايات المتحدة فقط. واعتلى الألبوم أيضا قمة بيلبورد 200. وشكرت مادونا على موقعها الرسمي فريق عمل غلي، وقالت أن الحلقة كانت رائعة.
قامت مادونا بالتصوير كوجه دعائي لشركة دولتشي أند غابانا الأيطالية المشهورة. وقد تم تصميم الماركة في خريف 2010. وحققت الصور الدعائية التي تم التقاطها لهذه الماركة نجاحاً مبهراً، وإعتلت القمة في مختلف أنحاء العالم. وبسبب النجاح الكبير الذي حققته الدعايا التي قامت بها مادونا جددت دولتشي أند غابانا عقدها مع مادونا. وقامت مادونا بتصوير دعايا الموسم الجديد. وقامت مادونا أيضا بالعمل كوجه دعائي لشركة دي&جي. وقبل خروج النظارات التي قامت مادونا بالدعاية حطمت الرقم القياسي في طلبات الشراء المسبقة. وفي نفس الوقت قامت مادونا بتصوير فيديو إعلاني لتلك الماركة من النظارات. لم تقف حدود مادونا في عالم الموضة عند عام 2010، بل قامت بالدعايا لسلسلة المتاجر الأمريكية مايسيز. وقد قامت بالدعايا لملابس الفتيات مع إبنتها الصغيرة. وقد حققت الماركة نجاحات مرضية جداً. وقامت مادونا أيضا بعمل مجموعات إكسسوار من النوع الذي يروق للفتيات. هذه المجموعات كانت تحمل اسم ألبوم مادونا Material Girl، وهي مستوحاه من ملابس مادونا في الثمانينيات. وتعرفت في تلك الفترة على نجمة مسلسل الفتاة النمامه تايلور مومسن. وتعرفت أيضاً بعد ذلك على كيلي أوزبورن. وبدأت بالدعايا لعطر في عام 2012 بعد اتحاد MG İcon مع مايسيز. وأوضحت أن اسم هذا العطر سيكون الحقيقة أو الجسارة بواسطة مادونا. وفي أكتوبر 2010 أعلنت مادونا أنها ستؤسس سلسلة للياقة البدنية، وسيكون افتتاح المحطة الأولى من السلسلة في مدينة مكسيكو. وقد حققت مادونا في هذا العالم بدون حساب ألبومتها الغنائية وحفلاتها، ما يزيد على 58 مليون دولار من اعلانتها للموضة، واتفاقها مع دولتشي أند غابانا ومايسيز.
أعلنت مادونا أنها انتهت من إنتاج W.E، في أواخر شهور عام 2011. وقالت أنه سيتم عرض الفيلم في مهرجان فينيسا. وقد حصلت أغنية ماستربيس التي غنتها مادونا في الفيلم، على جائزة غولدن غلوب عن فئة أفضل أغنية أصلية.

### إم دي إن ايه- MDNA
وقعت مادونا في ديسمبر 2011 عقداً بطرح ثلاث ألبومات مع شركة إنترسكوب ريكوردز.وهي شركة تسجيلات أمريكية ، تأسست عام 1990. يقع مقرها في سانتا مونيكا، كاليفورنيا، الولايات المتحدة. وفي أواخر عام 2011، وبداية عام 2012 أعلنت مادونا أنها أنهت ألبومها الثاني عشر. وقالت أنه سيتم طرح الألبوم في 26 مارس عام 2012، وسيكون اسم الألبوم إم دي إن ايه MDNA. وعملت مادونا في هذا الألبوم مع الفنانين الذين عملوا معها من قبل أمثال مارتن سولفيج Martin Solveig، وبيني بيناسي Benny Benassi، ووليام أوربت William Orbit. وكانت أول أغنية في هذا الألبوم من إخراج مارتن سولفيج Martin Solveig، وأعلنت مادونا أن اسم الأغنية هو Give Me All Your Luvin، ورافقت مادونا في تلك الأغنية نيكي ميناج، وM.I.A.. وتم طرح الأغنية مصورة في 3 فبراير 2012. هذا الألبوم تم طرحه من قبل شركة Megaforce، بالإضافة إلى قيام مادونا بعرض السوبر بول السادسة والأربعين في 5 فبراير من العام نفسه. وتم إدارة العرض من قبل سيرك دو سوليه Cirque Du Soleil ، وجيمي كينج Jamie King. ورافق مادونا في هذا العرض إل إم إف أي أو، وهي فرقة موسيقي رقص إلكترونية أمريكية ثنائية نشئت في سنة 2006 واستمرت إلى سنة 2012، وسي لو جرين Cee Lo Green، وM.I.A.، ونيكي ميناج. وقد شاهد هذا العرض 114 مليون مشاهد، لتصبح أعلى نسبة مشاهدة لعرض بين شوطي مباراة في التاريخ.

## الإلهام

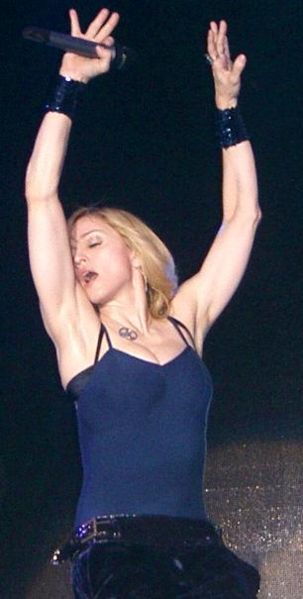
مادونا في 2006.

إنعكست علاقة مادونا بالكاثوليكية وعائلتها في ألبومها مثل الصلاة. وأوضحت مادونا بهذا الألبوم أيضاً اعتقادها الذي يؤثر على مهنتها. وبنفس الشكل أيضاً استعملت العديد من الرموز الكثاوليكية في أغنيتها الندبات. وارتدت الصليب في جولة العذراء، وقامت بقول دعاء المسيح في أغنيتها لا إيسلا بونيتا.
وفي نفس الوقت انعكست شخصية مادونا الإيطالية، واختارت مكان في البندقية وهي مكان بشمال إيطاليا لتصوير أغنيتها مثل العذراء. وقامت ببث مباشر من جولتها من هذه الفتاة من تشاو، إيطاليا. وغنت أغنية لاتعظ أيها البابا مباشرة من إيطاليا للبابا.
وفي عام 1985 ، أعلنت مادونا أن أغنية الأحذية صنعت للمشي These Boots Are Made for Walkin، للفنانة نانسي سيناترا Nancy Sinatra، وضعتها على طريق النجاح. وكانت مادونا في شبابها تحب الكتب، والموسيقى، والرسم، والأدب، وبدأت بالاستماع إلى الموسيقى الكلاسيكية في تلك الفترات لفنانين المفضلين لها. وكان الطراز الذي تحبه كثيراً في تلك الفترة طراز عصر الباروك، وأوضحت أن أكثر من كانت تحب استماعهم هم فولفغانغ موتسارت، وفريدريك شوبان. وأعلنت مادونا في عام 1999، أن قدوتها في الموسيقى هم لد زبلين، وكارين كاربنتر، والسوبريمز ، أما في مجال الرقص فاتخذت مارثا غراهام، ورودولف نورييف قدوة لها. وفي حوار لها مع مجلة ذا اوبزيرفر، أضافت مادونا اسم فريقي The Raconteurs، وThe White Stripes إلى الفرق التي تقتدي بها. ثم أضافت بعد ذلك فرقة  The Jett Set من نيويورك.
وقد أُعجبت مادونا في طفولتها بالعديد من الفنانين، وقالت حول هذا الموضوع أنها كانت تحب العديد من الفنانين أمثال كارول لومبارد، ومارلين مونرو، وجودي هوليداي. وقالت أن جميعهم ممتعون بطريقة لا تصدق، وكنت أرى نفسي في مكانهم في طفولتي، وأحب برائتهم، وأسلوبهم. ويعدما بدأت حياتها الفنية بدأت في غناء وتصوير بعض الأغاني لهولاء الفنانين.
واستخدمت مادونا أيضاً العديد من الصور للرسامين في أغانيها المصورة، مثل صور الرسامة فريدا كاهلو، في أغنية قصص ما قبل النوم  في عام 1995. واستخدمت أيضاً رسوم الفنان جاي بوردين في أغنية هوليود.

## زواجها وعلاقتها الأخرى
عاشت مادونا علاقة حب مع زميلها في تأسيس فريق بريك فاست دان غيلروي في السبعينيات. وفي بداية الثمانينيات دخلت مادونا في علاقة مع المنتج ستيفن براي، وبعدها دخلت في علاقة مع جان ميشال باسكيات، وبعدها مع منتج أغاني الدي جي مارك كامينسكي. وبعد ذلك مع الموسيقي جولي بينيتز. وأثناء تصوير فيلم Material Girl في عام 1985 تعرفت مادونا بالممثل شون بن، وتزوجته في نفس العام. واتخذ الزوجان قرار الانفصال في عام 1988. وتطلقا في شهر يناير عام 1989. وعلقت مادونا على موضوع الطلاق بقولها «تطلقنا بسبب أعمالي الكثيرة، وعدم مقدرتي على القيام بتضحيات كثيرة لأجل هذا الزواج».
بعد انتهاء علاقة مادونا مع الفنان شون بن بفترة ليست بالطويلة دخلت مادونا في علاقة مع الفنان وارن بيتي. وانتهت علاقتهم في خريف عام 1990.
في نهاية عام 1990 أصبحت مادونا في علاقة مع الفنان توني وارد صاحب الازدواجية في الميول الجنسية. وقد صور هذا الفنان مع مادونا أغنيتي Cherish  في عام 1989، وJustify My Love في عام 1990. وانتهت تلك العلاقة في بدايات عام 1991. وبعد انفصالهم على الفور دخلت في علاقة مع مغني الراب فانيليا آيس استمرت لثمانية أشهر، وانفصالا بعد نشر كتابها الجنس في عام 1992. وفي سبتمبر عام 1994، تعرفت مادونا على كارلوس ليون. وفي 14 أكتوبر عام 1996، أنجبت مادونا طفلة من ليون أسمتها ماريا لورديس كيكون ليون في لوس أنجلوس. ومن جديد دخلت مادونا في علاقة مع اندي بيرد، تلك العلاقة شرحتها في كتاب نشرته في عام 2000. وبعد ذلك دخلت مادونا في علاقة مع المنتج غي ريتشي. وفي 11 أغسطس 2000، أنجبت مادونا ولدها ريكو في لوس أنجلوس. وفي 22 ديسمبر 2000 تزوجت مادونا بريتشي في اسكتلندا. وفي 15 أكتوبر 2008، أعلنت مادونا طلاقها من ريتشي. وتعتبر تلك العلاقة أطول علاقة خاضتها مادونا حيث استمرت لسبع سنوات ونصف. وتم انهاء اجراءت الزواج في يوم الجمعة 2 يناير 2009. وحصلت مادونا على تعويضات نتيجة هذا الزواج بين 50 و60 مليون جنيه استرليني.

## تبني طفل
سافرت مادونا إلى ملاوي في أكتوبر 2006 للمساعدة في افتتاح ملجأ للأيتام. بالإضافة أيضاً إلى تقديم الدعم المادي للحكومة الملاوية. وفي 10 أكتوبر من العام نفسه، وقعت مادونا على استمارة تبني طفل يدعى ديفيد باندا وهو مولود في 24 سبتمبر عام 2005. وهكذا تم إضافة طفل جديد يحمل اسم كيكون. وأخذت مادونا باندا إلى خارج البلاد في السادس عشر من الشهر نفسه. وبعد ذلك بدأ الجدال حول الطفل، لأن دستور ملاوي يحظر تبني الطفل قبل مرور عام كامل على البقاء داخل الدولة على الأقل. هذه الأحداث أحدثت ردود فعل واسعة في فترة قصيرة.
تلك الأدعائات قامت مادونا بضحضها في برنامج يسمى برنامج اوبرا. في خطاب كتابي أرسلته إلى برنامج أوبرا وينفري تعلم فيه جمهورها بوضع باندا وأنه يعاني من أمراض مثل الملاريا، والسل، والالتهاب الرئوي الحاد. وأنهت مادونا اجرائات تبني الطفل في مايو 2008.

## قبالة (يهودية)
بدأت مادونا في نهايات التسعينيات بالعمل كمدرسة في قبالة . ومن هذا التاريخ استمرت الفنانة بالعمل في مركز القبالة في لوس أنجلوس. وإلى الآن مدير المركز هو الحاخام فيليب بيرغ، وزوجته كارين. بالإضافة إلى عمل مادونا مع الحاخام إيتان يارديني. وعملت أيضاً مع زوجة هذا الحاخام سارة في برنامج الروحانية للأطفال. وعُلم أن مادونا تبرعت للقبالة بمبلغ 21 مليون دولار.

## ميراثها
كانت جولة مادونا  Sticky & Sweet Tour العالمية الأكثر ربحاً لفنانة منفردة. وكانت مادونا الفنانة الأكثر نجاحاً في تاريخ المملكة المتحدة. وفاقت جميع الفنانات ولم تستطع أي فنانة منافستها أو حتى أن تكون معها في نفس الدرجة. وعند طرح مادونا لأغنيتها 4 Minutes في 2008، حطمت رقم إلفيس بريسلي القياسي في قائمة بيلبورد هوت 100. ودخلت مادونا التاريخ بتحطيمها هذا الرقم، وأصبحت أكثر فنانة تدخل قائمة بيلبورد هوت 100 في المراكز العشرة الأول. ودخلت مادونا قائمة قناة VH1 لأروع فناني الروك في التاريخ، وحققت المركز الثامن. وقد قامت مادونا بحفل غنائي في هذا المتحف، في 10 مارس 2008.
أعلنت مادونا أنها على علاقة بالنساء المشهورات مثل ناعومي كامبل، وساندرا برنهارد. وقد طرحت مادونا كتاب يتعلق بالجنس في عام 1992. وقد انتقدت مادونا بشدة من الكنيسة الكاثوليكية الرومانية بسبب جولاتها Who's That Girl Tour، وBlond Ambition World Tour، وConfessions Tour. وقد اعتمدت ابنها ريكو في المشيخية. والمشيخية (أو النظام المشيخي) تشير إلى عدة كنائس مسيحية تتبع تعاليم العالم اللاهوتي البروتستانتي جون كالفين وتنظم تحت حكم مجالس شيوخ بشكل ديمقراطي. فيوجد في كل مجمع دورة مكونة من شيوخ حاكمين وشيوخ معلمين. الشيوخ الحاكمون مسؤولون عن حكم وانضباط الكنيسة، والشيوخ المعلمون مسؤولون عن الوعظ الكتابي وتدبير الأسرار المقدسة (التي يوجد منها اثنان فقط في الكنائس البروتستانتية، وهي المعمودية والعشاء الرباني). وبالإضافة إلى الشيوخ، يوجد في كل مجمع شمامسة مسؤولون عن الأمور المادية مثل التبرعات والأمور الخيرية.
تم دراسة ما قامت به مادونا بطريقة أكاديمية. وتم بحث موضوع علاقات مادونا، والمظاهر التي أثرت بها في الإعلام، ووجهات نظرها عن الأقليات، ومثلية الجنس، وأغانيها المصورة مثل مثل الصلاة، ولا إيسلا بونيتا، وخط الحدود، وأيضاً الكتب التي قامت بنشرها. وتم عمل أبحاث أيضاً عن تأثير ما كانت تقوم به مادونا في التسعينيات.
بدأت مادونا في عام 2006، جولة جديدة أسمتها بطيئات المشية. هذا الاسم تم اطلاقة على احدي الحيوانات في مارس من نفس العام.

## ألبوماتها
- مادونا (Madonna) (1983)
- مثل العذراء (Like A Virgin) (1984)
- أزرق صحيح (True Blue) (1986)
- مثل الصلاة (Like A Prayer) (1989)
- ايروتيكا (Erotica) (1992)
- قصص قبل النوم (Bedtime Stories) (1994)
- شعاع من الضوء (Ray Of Light) (1998)
- موسيقى (Music) (2000)
- الحياة الأمريكية (American Life) (2003)
- اعترافات على حلبة الرقص (Confessions On A Dance Floor) (2005)
- حلوى قاسية (Hard Candy) (2008)
- إم.دي.إن.ايه (M.D.N.A) (2012)
- القلب المتمرد (2015) (Rebel Heart)
- مدام إكس (2019) (Madame X)

## جولاتها
- The Virgin Tour 1985
- Who's That Girl World Tour 1987
- Blond Ambition World Tour 1990
- The Girlie Show World Tour 1993
- Drowned World Tour 2001
- Re-Invention World Tour 2004
- Confessions Tour 2006
- Sticky & Sweet Tour 2008–09
- The MDNA Tour 2012